# Aubiac (Lot-et-Garonne)
Aubiac é uma comuna francesa na região administrativa da Nova Aquitânia, no departamento de Lot-et-Garonne. Estende-se por uma área de 13,86 km². Em 2010 a comuna tinha 1 160 habitantes (densidade: 83,7 hab./km²).